# Nancy Isenberg
Nancy Gale Isenberg (geboren um 1958) ist eine US-amerikanische Historikerin.  

## Leben
Isenberg studierte Geschichte an der Rutgers University, wo sie 1980 den Bachelor of Arts erwarb, und an der University of Wisconsin, wo sie 1983 den Master of Arts erwarb und 1990 in Amerikanischer Geschichte promoviert wurde. Isenberg war Assistant Professor an der University of Northern Iowa und hat an der Louisiana State University die T.-Harry-Williams-Professur inne. Sie schrieb eine Biografie über den amerikanischen Gründervater Aaron Burr, in der sie 2007 ein Gegenbild zu der seit knapp 200 Jahren vorherrschenden Darstellung Aaron Burrs als dubiosen Schurken zeichnet und auch mit der Heiligenverehrung anderer Gründerväter, besonders Burrs Rivalen Alexander Hamilton und Thomas Jefferson, aufräumen will. Ihre Studie über die Geschichte der weißen amerikanischen Unterschicht, White Trash, wurde unter anderem in der Berichterstattung zum amerikanischen Präsidentschaftswahlkampf 2016 zitiert.

## Schriften
- "Co-equality of the Sexes": The Feminist Discourse of the Antebellum Women's Rights Movement in America. Dissertation. University of Wisconsin, Madison 1990.
- Sex and Citizenship in Antebellum America. University of North Carolina Press, Chapel Hill/London 1998, ISBN 0-8078-2442-9.
- mit Andrew Burstein (Hrsg.): Mortal Remains: Death in Early America. University of Pennsylvania Press, Philadelphia 2003, ISBN 0-8122-1823-X.
- Fallen Founder: The Life of Aaron Burr. Viking Penguin, New York 2007, ISBN 978-0-670-06352-9.
- mit Andrew Burstein: Madison and Jefferson. Random House, New York 2010, ISBN 978-1-4000-6728-2.
- White Trash: The 400-Year Untold History of Class in America. Viking, New York 2016, ISBN 978-0-670-78597-1.
- mit Andrew Burstein: The Problem of Democracy: The Presidents Adams Confront the Cult of Personality. Viking, New York 2019, ISBN 978-0-525-55750-0.